# Attaque bioterroriste de The Dalles

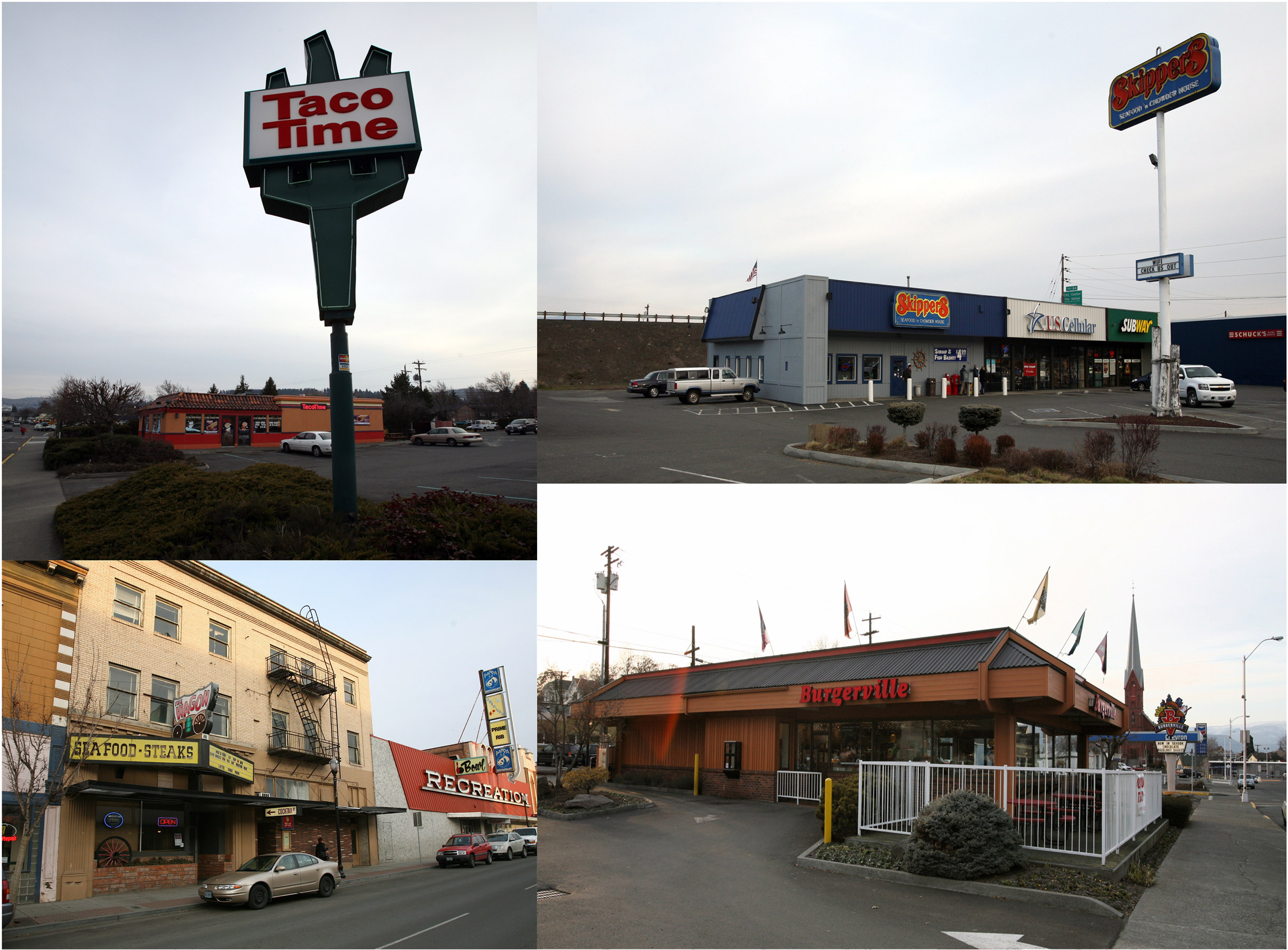
Plusieurs restaurants visés lors de l'attaque.

L’attaque bioterroriste de The Dalles en 1984 consiste en une intoxication alimentaire de plus de 750 personnes à The Dalles, en Oregon, par la contamination délibérée des bars à salades de dix restaurants locaux par Salmonella enterica Typhimurium, une bactérie responsable de la salmonellose. 45 personnes ont été hospitalisées, il n’y a pas eu de décès.

## Description
Sous la direction de Ma Anand Sheela, un groupe de disciples du maître spirituel indien Osho avait espéré que cette attaque neutraliserait la population votante de la ville afin que leurs propres candidats puissent gagner les élections de 1984 dans le comté de Wasco. L'incident a été la première attaque bioterroriste aux États-Unis et la plus importante de l'histoire américaine. En 2010, elle est l'un des deux seuls cas confirmés d'utilisation d'armes biologiques par des terroristes afin de nuire à l'homme.
Les salmonelles furent obtenues de l’American Type Culture Collection,. Ma Anand Sheela est arrêtée le 28 octobre 1985 en Allemagne et extradée aux États-Unis en février 1986. Lors du procès, elle plaide coupable, reconnaissant entre autres, l’empoisonnement des 750 personnes.
Elle est condamnée à 24 ans de prison et 470 000 dollars d’amende ainsi que 69 353,31 dollars de dommages au comté de Wasco,. Sheela est emprisonnée, avec son assistante, à la prison de Pleasanton en Californie. Elle est relâchée au bout de deux ans et demi pour bonne conduite.

### Ouvrages de référence
- (en) Laura Kahn (trad. du grec ancien), Who's In Charge? : Leadership during Epidemics, Bioterror Attacks, and Other Public Health Crises, Santa Barbara, Praeger, 2009, 235 p., relié (ISBN 978-0-275-99485-3, LCCN 2009022273, présentation en ligne)
- (en) Joseph H. McIsaac (trad. du grec ancien), Hospital Preparation for Bioterror : A Medical and Biomedical Systems Approach, Amsterdam, Academic Press, 2006, 443 p. (ISBN 978-0-12-088440-7, LCCN 2006011115)
- (en) Judith Miller, Stephen Engelberg et William J. Broad (trad. du grec ancien), Germs : Biological Weapons and America's Secret War, New York, Simon & Schuster, 2002, 1re éd., 416 p., poche (ISBN 978-0-684-87159-2, LCCN 2002725622, présentation en ligne)
- (en) Jonathan B. Tucker (trad. du grec ancien), Toxic Terror : Assessing Terrorist Use of Chemical and Biological Weapons, Cambridge, The MIT Press, 2000, 2e éd., 303 p., poche (ISBN 978-0-262-70071-9, LCCN 99048256, présentation en ligne)